# Santiago Rafael Armada Suárez
Santiago Rafael Armada Suárez (Palma Soriano, Santiago de Cuba, Cuba, el 20 de junio de 1937) 
En 1954 estudia en la Escuela Profesional de Comercio de La Habana, CUBA.
Desde 1961 fue miembro Fundador de la Unión de Escritores y Artistas de Cuba (UNEAC) y en 1962 de la Unión de Periodistas de Cuba (UPEC).
Murió en La Habana, Cuba, el 29 de mayo de 1995.

## Exposiciones Personales
- 1975 "Humor gnosis, ninguno, otro". Sala de Exposiciones, Periódico Granma, La Habana, Cuba.
- 2000 "Sa lo món". Centro de Desarrollo de las Artes Visuales, La Habana, Cuba.
- 2000 "The Drawings Center´s", Nueva York, EE. UU. Florida.

## Exposiciones Colectivas
- 1959 "Dibujos humorísticos. Sociedad Cultural Nuestro Tiempo". La Habana, Cuba.
- 2002 Fair. Royal College of Art, Londres, Reino Unido.

## Premios
Entre los principales premios que ha obtenido se encuentran:
- 1962 Primer Premio. (Salón VIII Festival de la Juventud) (selección cubana), Helsinki, Finlandia.
- 1965 Medalla de Bronce. (Feria Internacional del Libro. IBA), Leipzig, R.D.A.

- Datos: Q6121112